# Dicliptera dodsonii
Dicliptera dodsonii är en akantusväxtart som beskrevs av D.C. Wasshausen. Dicliptera dodsonii ingår i släktet Dicliptera och familjen akantusväxter. Inga underarter finns listade i Catalogue of Life.